# Elbsandsteingebirge

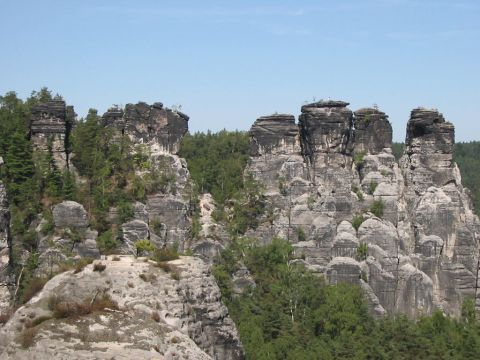
Klippor i Elbsandsteingebirge.

Elbsandsteingebirge (tjeckiska: Labské pískovce) är en bergskedja i Tyskland och Tjeckien. Den tyska delen kallas också Sächsische Schweiz, den tjeckiska České Švýcarsko eller Děčínská vrchovina. Typisk är den pittoreskt utformade sandstenen som ger många tillfällen till bergsklättring. Bergskedjan täcker en yta på cirka 700 km² .
Den utgörs av en sandstensplatå längs floden Elbe med vilt romantiska dalsänkningar och en mängd isolerade bergstoppar, bland vilka Děčínský Sněžník (Hoher Schneeberg), Königstein, Bastei och Lilienstein är de mest bekanta.